# Djanira Silva
Djanira Silva do Rego Barros (Pesqueira, 25 de julho de 1930 — Recife, 7 de novembro de 2024) foi uma escritora contista, cronista, ensaísta e sonetista brasileira.
Era bacharel em Direito. Atuou profissional e literariamente na cidade do Recife, Pernambuco.

## Colaborações em jornais
- A Voz de Pesqueira;
- A Folha de Pesqueira;
- Diario de Pernambuco;
- Jornal do Commercio;
- Diário da Noite;
- Folha da Manhã.

## Livros publicados
- Em ponto morto (1980);
- A magia da serra (1996);
- Maldição do serviço doméstico e outras maldições (1998)[2] - ISBN 978-85-89501-03-3;
- A grande saga audaliana (1998);
- Olho do girassol (1999);
- Reescrevendo contos de fadas (2001);
- Memórias do vento (2003) - ISBN 978-85-903224-1-2;
- Pecados de areia (2005);
- Deixe de ser besta (2006)- ISBN 978-85903224-3-2
- A morte cega (2009)[nota 1] - ISBN 978-85-7716-620-6
- Doido é quem tem juízo (2012) - ISBN 978-85-62883-45-3
- Dois Poetas & um Crítico (2012) - ISBN 978-85-909702-7-9
- Saudade presa (2014)[nota 2][1] - ISBN 978-85-903224-5-0
- Conto não conto (2016) - ISBN 978-85-8469-093-0
- O sorriso da borboleta (2018 - ISBN 978-85-8468-170-8

## Participação em coletâneas
- O Eikosameron. Recife: Paulo Camelo, 2020. - ISBN 978-65-00-01931-5

## Prêmios
- Prêmio Gervásio Fioravanti, da Academia Pernambucana de Letras, 1979;[3]
- Prêmio Leda Carvalho, da Academia Pernambucana de Letras, 1981;[4]
- Menção honrosa da Fundação de Cultura Cidade do Recife, 1990;
- Prêmio Antônio de Brito Alves da Academia Pernambucana de Letras, 1998 e 1999;[4]
- Prêmio Vânia Souto de Carvalho da Academia Pernambucana de Letras, 2000;[4]
- Prêmio Vânia Souto de Carvalho da Academia Pernambucana de Letras, 2010;
- Prêmio Edmir Domingues da Academia Pernambucana de Letras, 2014.

## Homenagens
Djanira Silva foi homenageada na 1ª Bienal do Livro de Pesqueira, em 2014.

## Entidades literárias
- Academia de Letras e Artes do Nordeste - Cadeira 51
- Academia de Artes e Letras de Pernambuco
- Academia Recifense de Letras
- Academia Pesqueirense de Letras e Artes
- União Brasileira de Escritores - UBE - Seção Pernambuco
- Sociedade Brasileira de Médicos Escritores (Regional Pernambuco) - foi membro colaborador